# المشرق (مجلة)
المشرق مجلة أسسها الكاهن اليسوعي الكلداني لويس شيخو عام 1898، ونشرها الآباء اليسوعيون في جامعة القديس يوسف في بيروت، بلبنان. كان العنوان الفرعي لها هو (مجلة كاثوليكية شرقية، العلوم والآداب والفنون). قام شيخو بتحرير مجلة البشير [الإنجليزية] بالإضافة إلى المشرق. وقد لعبت المشرق دورًا تذكيريًّا في إحياء اللغة العربية الفصحى في الكتابات.  وتناولت بشكل موسع العلاقة بين الموارنة والمردة، وهما مجموعتان مسيحيتان تعيشان في المنطقة. في المرحلة الأولية، تضمنت المجلة أيضًا أعمالًا أدبية. وقد بلغ عدد مجلداتها 72 مجلدًا بحلول عام 1998 إذ توقفت لأسباب اقتصادية.

## فهرس
- ر. ب. كامبل: المجلة العربية «المشرق»... تحت تحرير الأب ل. شيخو ، جامعة ميشيغان، آن أربور، 1972.